# Adam Ondra
Vous lisez un « bon article » labellisé en 2011.
Pour les articles homonymes, voir Ondra.
Salewa Rock Award
Adam Ondra, né le 5 février 1993 à Brno, est un grimpeur professionnel tchèque. Il commence l'escalade jeune et acquiert rapidement une réputation internationale notamment pour ses records et la difficulté de ses réalisations. Il est le plus jeune grimpeur à avoir réalisé une voie d'escalade avec une cotation de 8c+. Il a aussi le record de voies grimpées à vue dans la cotation 8c+. Il est l'auteur de nombreuses premières ascensions de voies parmi les plus difficiles du monde, en particulier avec ses quatre réalisations annoncées en 9b+, et celle de Silence, première voie au monde en 9c.
À l'âge de 20 ans, il a réalisé plus de voies dans le neuvième degré que Chris Sharma, Patxi Usobiaga ou encore Dani Andrada qui ont presque le double de son âge. Il a d'ailleurs été récompensé à quatre reprises lors des Rock Legends Awards pour ses nombreuses réalisations et il a gagné la coupe du monde d'escalade de difficulté de 2009 et celle de bloc de 2010.

## Biographie

### De 1999 à 2010
Adam Ondra commence l'escalade à l'âge de 6 ans avec ses parents. À 8 ans, il réalise déjà plusieurs ascensions à vue cotées entre le 7a et le 7b+. À 9 ans, il réussit sa première voie cotée 8a : Funky shit à Paklenica en Croatie. En 2004, il escalade plusieurs voies à vue dans le 8a et 8a+ alors qu'il n'est âgé que de 11 ans. De par la difficulté de ses ascensions et en raison de son jeune âge, Adam Ondra est considéré comme un prodige de l'escalade,,,. À 12 ans, en 2005, il devient le plus jeune grimpeur à avoir réalisé une voie cotée 8c+, Alien Carnage à Castillon en France et réussit plusieurs ascensions cotées de 8b à 8c dont Wall Street (8c), une voie célèbre réalisée par Wolfgang Güllich dans le Frankenjura. L'année suivante, il est le plus jeune grimpeur de sa génération à atteindre le neuvième degré en escalade avec l'ascension de Martin Krpan (9a), réalisée à l'âge de 13 ans, à Osp en Slovénie.
Par la suite, Adam Ondra confirme son niveau en répétant d'autres voies cotées 9a, dont notamment Abyss, Fuck the System et Action Directe, la première voie d'escalade de cette difficulté historiquement ouverte. Début 2008, à 15 ans, il réalise son premier 9a+, La Rambla à Siurana en Catalogne et moins d'une semaine après, il fait la répétition de La Novena Enmienda aussi cotée 9a+,. Durant la même année, il fait la première répétition de Open Air, ouverte en 1996 par Alexander Huber. Il remonte sa cotation de 9a à 9a+, ce qui en fait la première voie de ce niveau, avant Biographie. En septembre, lors des 3e Rock Legends Awards à Arco, il reçoit le prix Salewa Rock Award pour ses réalisations en falaise et en bloc de juin 2007 à juin 2008, ainsi que pour son esprit et son éthique,.

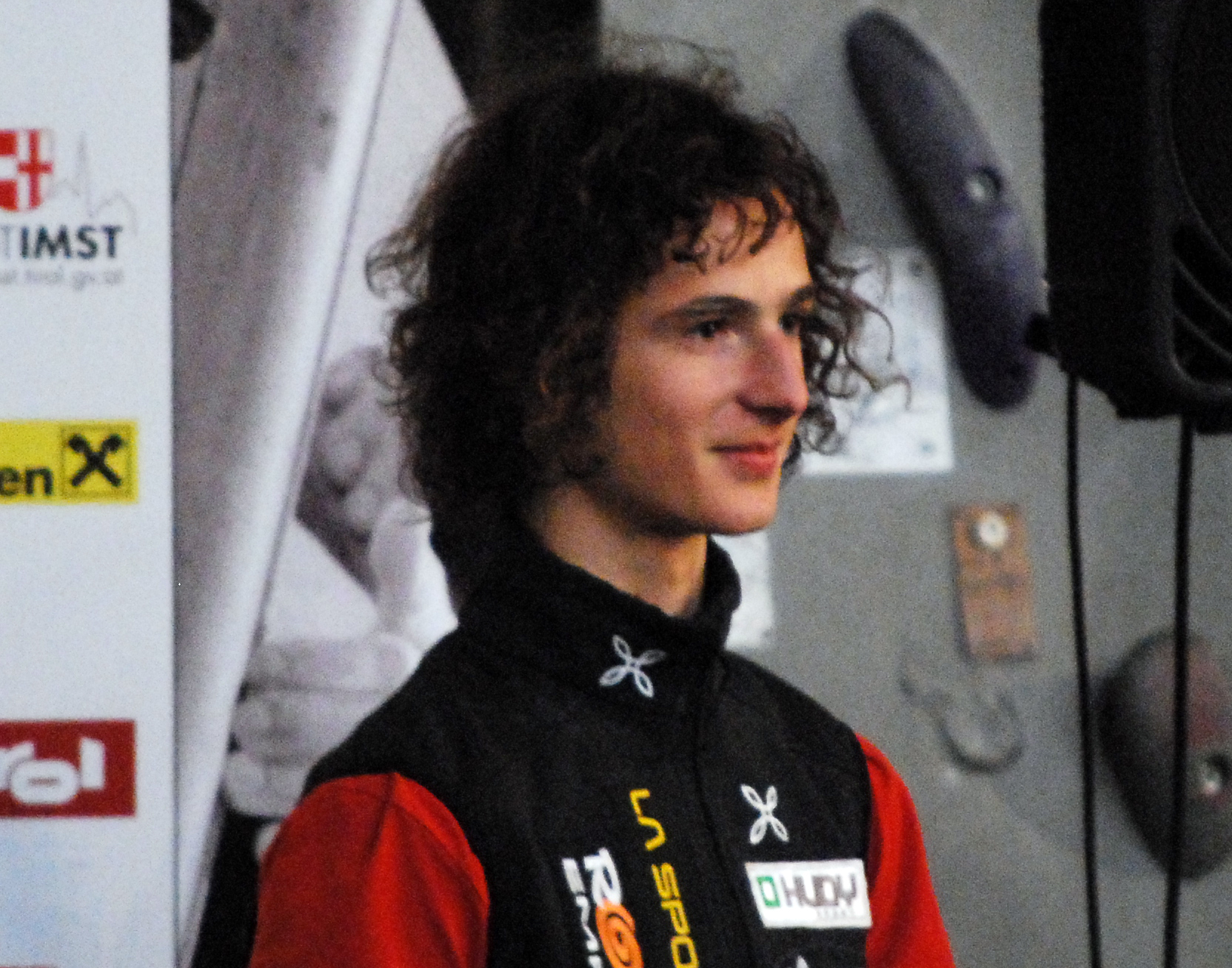
Adam Ondra lors de la Coupe du monde d'escalade à Imst en Autriche (2009).

En 2009, lors d'un voyage à Rocklands en Afrique du Sud, il réalise l'ascension de Derailed (8B+/V14) et de Ray Of Light (8B/V13), deux blocs ouverts par Daniel Woods. Il réalise une performance lors d'une des journées passées là-bas en réalisant l'ascension flash de deux 8B/V13, un 8A+/V12 et deux 8A/V11 après avoir travaillé un 8B+/V14. Durant cette année, il participe à de nombreuses étapes de la coupe du monde d'escalade de bloc et de difficulté, finissant victorieux, en difficulté, à Barcelone, Imst, Puurs et Kranj, et remportant la coupe du monde de difficulté au classement général.
Le 13 mars 2010, il réalise la première répétition et confirmation d'une voie en 9b, le plus haut niveau en escalade à l'époque, Golpe de Estado, ouverte par Chris Sharma à Siurana en 2008. Le 17 juillet de la même année, il reçoit pour la deuxième fois le prix Salewa Rock Award pour ses premières ascensions dans le 9a+ et sa répétition d'un 9b,. Durant la fin de l'année 2010, Ondra part sur l'île de Madagascar pour y réaliser des grandes voies. Une fois sur place, il se rend dans le massif de Karambony avec Pietro dal Pra afin de travailler l'ascension de Tough Enough, une voie de 400 m en 10 longueurs (7b+, 8a, 8b, 7c, 8a+, 8a+, 8b, 8b+, 8b+, 8b). Finalement, le 30 septembre, il réussit l'ascension de la voie en une seule journée, puis 5 jours plus tard, il réalise la première ascension de la variante de cette longue voie toujours en une seule journée. Dans cette variante, la 8e longueur nommée Gecko (8b+) est remplacée par une alternative un peu plus difficile : Caméléon (8c). Finalement, le 10 octobre, il réussit la première ascension de Mora Mora, une autre longue voie de 700 m en 13 longueurs (6a+, 6b, 7b, 7b+, 7b+, 7c+/8a, 8b+/8c, 6c+, 7a+, 7c+, 7b+, 4).
Durant ce séjour, il apprend grâce à Pietro Dal Pra, l'existence de l'association Climb for life qui fait la promotion du don de moelle osseuse. Ondra se sentant concerné par le manque de donneurs dans le monde, il décide le jour de ses 18 ans de s'inscrire comme donneur de moelle.

### 2011
En février 2011, toujours à Siurana, il ouvre La Capella, une courte voie de 20 mètres, composée de deux mouvements de bloc en 8B, qu'il cote 9b. Peu après en à peine trois semaines, il réalise six voies cotées 8c+ à vue, et devient le deuxième grimpeur à atteindre ce niveau après Patxi Usobiaga. Il fait la première ascension de Chaxi Raxi (9b) à Oliana, une voie de 45 mètres de long qui commence par un pas de bloc en 8B+ suivi d'un 9a+. En avril 2011, il enchaîne la très controversée Chilam Balam à Villanueva del Rosario, annoncée 9b+ en 2003 par Bernabé Fernandez, après seulement quatre jours de travail et propose une cotation de 9b. Le même mois, il réussit la première ascension de La planta de Shiva (9b), une voie très déversante de 45 mètres, après quatorze essais.
En mai de la même année, lors d'un voyage au Royaume-Uni, il répète plusieurs voies cotées 9a et plus dans la région de Malham Cove dont Overshadow (9a+), la voie la plus difficile au Royaume-Uni, ouverte en 2007 par Steve McClure. En juillet, après avoir laissé de côté la compétition pendant tout le début de la saison, il participe à la première étape de la coupe du monde en difficulté à Chamonix en France, et finit seulement 17e après une chute en demi-finale. Il part ensuite en direction d'Arco en Italie, pour participer aux championnats du monde d'escalade 2011 où il s'est inscrit dans les trois disciplines, difficulté, bloc, et vitesse. Durant son voyage en Italie, il fait un arrêt au Toit de Sarre en Vallée d'Aoste et réalise L'avaro (8c+) à vue. Lors des championnats du monde, il finit deuxième en bloc, 3e en difficulté, et sa participation en vitesse lui permet de finir premier du classement combiné. De plus, il gagne le Rock Master Gran Galà – Duel en battant Jakob Schubert et Thomas Tauporn,. Le 21 juillet lors de la 6e cérémonie des Rock Legends Awards, il reçoit pour la 3e fois le prix Salewa Rock Award, et est nommé pour le prix « La Sportiva Rock Award ».
En août, Adam Ondra décide de mettre temporairement de côté l'escalade sportive afin de se consacrer une demi-année au bloc et retourne à Rocklands en Afrique du Sud pour y faire quelques réalisations difficiles. Il fait notamment la répétition de deux blocs ouverts par Fred Nicole, Monkey Wedding ouvert en 2002 et originellement coté 8B+, dont il confirme par la même occasion l'augmentation de la cotation proposée par Paul Robinson à 8C et Golden Shadow (8B+). Durant ce voyage, il réalise aussi Amandla (8B+), Madiba (8B) et les ascensions flash de The Power of One (8B), Leopard Cave (8A+) ainsi que cinq autres blocs cotés 8A,. De retour en République tchèque, il retourne au secteur de Holštejn à Moravský kras. Il réalise dans la même journée la première ascension du bloc Pata levodce (8C) et de la voie Perlorodka (9a+). Selon lui, c'est « probablement la voie sur laquelle j'ai passé le plus de temps, mais quand tu rentres chez toi, tu es tellement fatigué que tu ne penses plus aux essais ».
Début octobre 2011, Adam fait un nouveau voyage à Magic Wood en Suisse pour continuer son semestre consacré au bloc. En deux jours et malgré une température particulièrement élevée pour la saison, il réalise l'ascension de huit blocs cotés 8A et plus. Il réussit notamment Remembrance of Things Past (8B+), Dark Matter (8B+) et Practice of the Wild (8C), un bloc ouvert par Chris Sharma en 2004. Après ce voyage en Suisse, il retourne en République tchèque à Petrohrad, où il réalise dans la même journée les ascensions de Underground (8B+) et surtout de Cháron (8C) qu'il réussit après seulement 30 minutes de travail plus 3 jours l'hiver précédent. Le 26 octobre, il participe au La Spotiva Legends Only à Stockholm en compagnie de Dmitry Sharafutdinov, Daniel Woods, Paul Robinson et Anthony Gullsten. Lors de cette compétition les grimpeurs doivent réaliser l'ascension de cinq voies de bloc cotées entre 7C+ et 8B+ en un minimum d'essais, mais contrairement aux compétitions officielles, les grimpeurs peuvent voir leurs concurrents faire leurs tentatives et n'ont que trois minutes pour chaque voie. Ondra réussit l'ascension des cinq voies et finit premier de cette compétition, réussissant même à battre Dmitry Sharafutdinov, le champion du monde en titre d'escalade de bloc. Trois jours plus tard, il participe à l'AVS Boulder Festival à Bressanone en Italie et fini premier devant Guillaume Glairon-Mondet et Kilian Fischhuber, le vainqueur de la coupe du monde d'escalade de bloc 2011.
Début novembre, Ondra retourne au Frankenjura près de Bayern et réalise l'ascension de The Man that Follows Hell, la voie considérée comme la plus dure du Frankenjura. Originellement cotée 9a+ par Marcus Bock qui a fait sa première ascension, Ondra pense que cette voie est un 9a difficile. Quelques jours plus tard, alors qu'il passe quelques jours chez lui en République tchèque, il réalise la première ascension de Terranova, un bloc situé dans la région de Holštejn. Adam évalue sa cotation à 8C+ en précisant qu'« il pense que ce bloc est plus difficile que tous les autres bloc coté 8C qu'il a déjà réalisé et même si cela ne signifie pas nécessairement que ça soit un 8C+, il pense que c'est stupide de continuer à appeler quelque chose 8C facile, 8C moyen ou 8C difficile. Pour lui, Terranova dépasse cette limite ». Le 6 décembre, après 11 jours de travail, il réussit la seconde ascension de Gioia, un bloc ouvert par Christian Core à Varazze en Italie en 2008. Lors de son ouverture, Christian pensait que la cotation de ce bloc était peut-être de 8C+, mais par sécurité il préfère le coter à 8C. À la suite de son ascension, Adam Ondra confirme la première idée de Christian Core et évalue le bloc à 8C+, le comparant à Terranova en termes de difficulté. Il ajoute même que « si ce bloc devait être évalué à 8C, les cotations en bloc n'auraient plus de sens. Il faudrait revoir à la baisse la cotation de la majorité des 8B+ ainsi que certains 8C. ».
À peine un jour après son ascension de Gioia et malgré une météo pluvieuse, Adam se rend pour la première fois de sa vie dans la forêt de Fontainebleau afin de réaliser quelques blocs réputés de ce site d'escalade. En cinq jours, il réussit dix blocs cotés entre le 8A et le 8B+, ce qui est particulièrement remarquable compte tenu du type d'escalade pratiqué à Fontainebleau qui demande à la plupart des grimpeurs quelques jours d'adaptation,. Parmi ces blocs, il a notamment fait l'ascension de Kheops assis (8B+) et surtout de Gecko assis en flash qu'il évalue à 8B au lieu de 8B+ originellement. Cette ascension flash est considérée comme la plus difficile qui ait été réalisée à Fontainebleau,, de plus la décote à 8B ne faisant pas consensus elle peut être considérée comme le premier 8B+ flash au monde,. Lors du dernier jour de son voyage, il est rejoint par Pierre Délas pour une interview, qui se limitera finalement à un enchainement de blocs à un rythme effréné. Délas dit même être marqué par « [...] la faculté du bonhomme à vouloir grimper tout ce qu’il passe sous ses yeux. C’est même plus un collectionneur, mais un véritable boulimique. », par « le volume de grimpe impressionnant. Son hyper activité au pied des blocs est déconcertante. » ainsi que par « la faculté d’Adam de s’adapter à n’importe quel support et n’importe quel style en un temps éclair. Il n’a grimpé ici que quatre jours au final dans des conditions assez pourries et à le voir évoluer sur les blocs on dirait qu’il a toujours grimpé en forêt. ».

### 2012
En avril 2012, Ondra s'approche un peu plus de la première ascension à vue d'une voie cotée 9a, en réalisant Duele la realidad à Oliana en Espagne. Il a réussi cette voie au deuxième essai, après être tombé sur le dernier mouvement difficile de la première longueur et avoir réussi la deuxième à vue. Durant ce même mois, il fait aussi la première ascension de Joe-cita, de To tu jeste nebylo et d'une voie équipée par Loris Manzana, toutes trois cotées 9a, ainsi que Bella Regis (8c+) à vue. Durant le mois de mai 2012, Adam réussit son diplôme au lycée et décide alors de prendre une année sabbatique afin de consacrer tout son temps à l'escalade. Dès le début du mois de juin, il profite alors de son temps libre pour faire un voyage à Céüse en France. Il fait d'abord quelques essais dans Jungle Boogie, une voie équipée par Sylvain Beissier et qui était longtemps restée un projet de Sylvain Millet. Après quelques essais répartis sur trois jours, Ondra réussit la première ascension de la voie, estimant sa cotation à 9a+. Le lendemain, il se décide à faire un essai sur Biographie, une voie qu'il a plusieurs fois laissé de côté avant de s'y essayer. Devant plus d'une centaine de grimpeurs et des cadreurs, il réussit à faire la première partie de la voie qui est cotée 8c+, mais il finit par tomber une fois arrivé au passage le plus dur de la voie ratant par la même occasion la première ascension flash,.

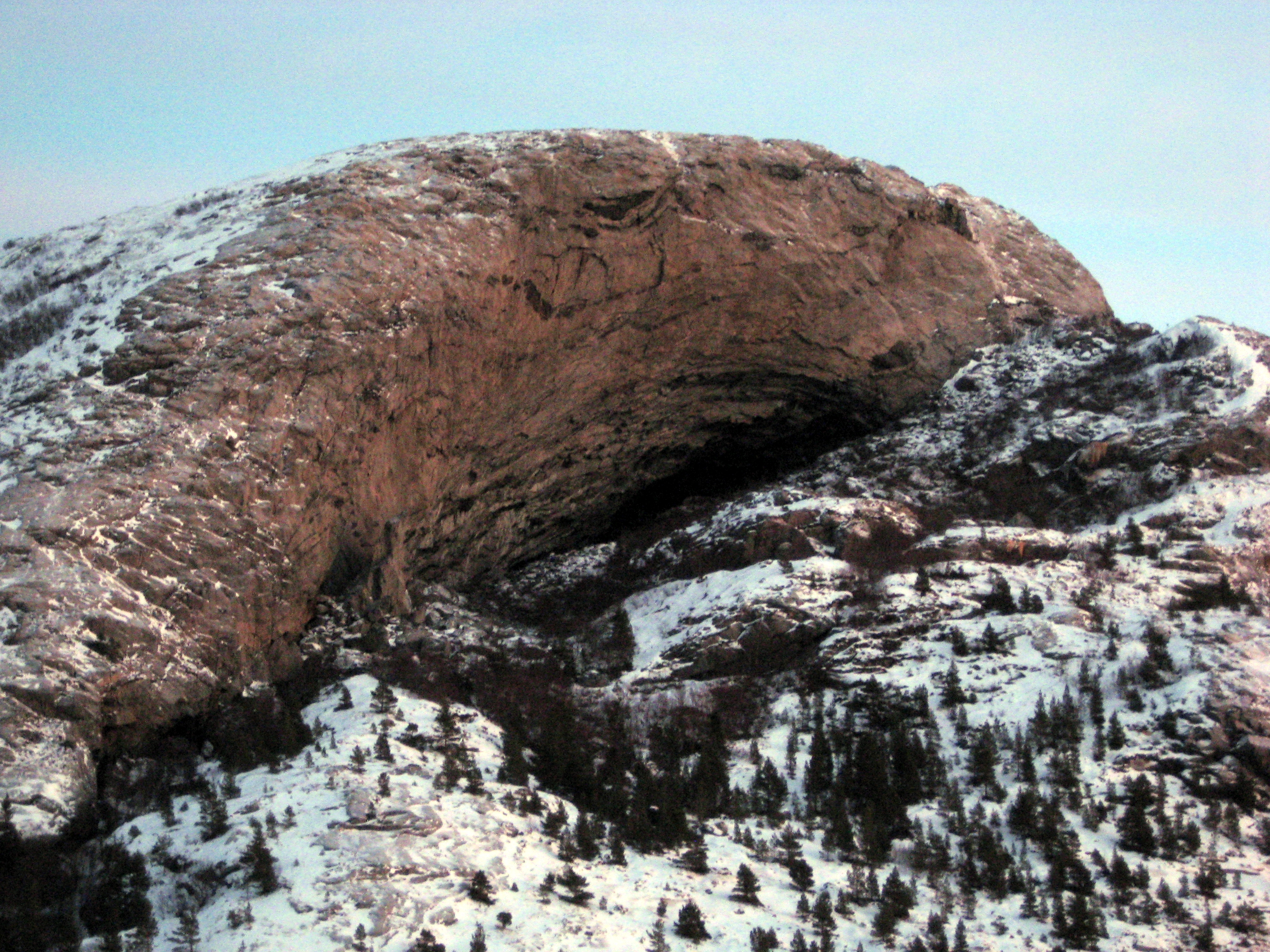
Photo de la grotte de Flatanger où se trouve en, la première voie cotée 9b+ réalisée par Ondra.

À la fin du mois de juin, Adam fait un premier voyage en Norvège au site d'escalade de Flatanger qui se situe au nord de Trondheim. Il y découvre une immense grotte granitique possédant un très bon potentiel pour l'escalade. En seulement quelques jours, il y réalise les ascensions à vue de Odin's Eye, Nordic flower et Muy verdes, trois voies cotées 8c+, ainsi que les deux premières longueurs de Thor's Hammer, un projet équipé par Magnus Midtbø. Ondra évalue la cotation de cette section de la voie à 9a+, laissant de côté la troisième longueur qui selon lui est « impossible pour le moment bien qu'il y ait quelques trous ». Intéressé par les possibilités qu'offre le site, il équipe une nouvelle voie qu'il commence à travailler dès la mi-juillet et qu'il nomme Change. Après trois semaines de travail, il réussit à faire la première moitié de son projet qu'il évalue à 9a+/9b. Ayant décidé de participer aux championnats du monde 2012, Adam est alors obligé de mettre temporairement de côté son projet pour se rendre à Paris. Il participe à la compétition dans la catégorie difficulté et finit à la 3e place derrière Jakob Schubert et Sean McColl, s'octroyant ainsi la médaille de bronze.
Immédiatement après les championnats, Ondra repart en Norvège pour travailler son projet. Le 4 octobre 2012, après deux séjours totalisant vingt jours de travail dont deux pour l'équipement, il réalise enfin la première ascension de Change, et propose une cotation de 9b+. La voie d'une longueur de 55 mètres est composée d'une première section de 20 mètres cotée 9a+/9b qui arrive sur un coincement de genou permettant de se reposer un peu, puis d'une deuxième section de 35 mètres d'une cotation de 9a. Si la cotation de la voie venait à être confirmée, il s'agirait de la première voie d'escalade cotée 9b+ au monde.
En octobre, il voyage aux États-Unis et visite le site de Red River Gorge dans le Kentucky. Sur place, il rencontre Daniel Woods et Cédric Lachat qui font des essais dans Southern Smoke Direct (9a+). Après avoir pris connaissance des séquences de mouvements à effectuer, Ondra réussit l'ascension à son premier essai et propose, conjointement avec Woods et Lachat, une cotation de 9a. Avec cette performance, il devient alors le premier grimpeur à réussir une ascension flash d'une voie de cette difficulté. Puis avant la fin de son séjour, il réalise les ascensions à vue de Pure Imagination et de Golden Ticket, deux voies originellement cotée 9a qu'il propose de rabaisser à 8c+.

### 2013
Après une pause de quelques semaines, Ondra repart une nouvelle fois à Oliana pour rejoindre Chris Sharma afin de travailler la Dura Dura, une voie de 40 mètres que ce dernier a équipée en 2011 et que les deux grimpeurs ont en projet commun depuis lors. Cette voie d'une difficulté extrême, se compose d'une première section de 20 mètres très dure et d'une cotation proche de 9b+, suivie par une deuxième section de 20 mètres plus simple pour atteindre la fin. Le 7 février, après neuf semaines de travail et environ soixante-dix essais, Adam réussit à faire la première ascension de la voie, proposant une cotation de 9b+. Il la juge d'ailleurs un peu plus difficile que Change qui correspond plus à son style de grimpe. En plus de cette ascension, il profite de son séjour en Espagne pour faire trois autres voies dans le neuvième degré ; Palestina (9a) ratant de peu l'ascension à vue, Power Inverter (9a+) et surtout Fight or Flight, une voie cotée 9b et ouverte par Sharma en 2011,.
Alors qu'Adam Ondra était pressenti pour réaliser le premier 9a à vue de l'histoire de l'escalade, c'est finalement le jeune Alexander Megos qui réalise l'exploit le 24 mars avec l'ascension de Estado Critico à Suriana.
C'est finalement le 9 juillet qu'il concrétise ce projet depuis deux ans et enchaîne à vue le 9a de La Cabane au Canada à Rawyl en Suisse, devenant le deuxième grimpeur du monde à ce niveau.
À l'été, il retourne dans la grotte de Flatanger en Norvège, en compagnie de Sébastien Bouin pour équiper de nouvelles voies et grimper dans le porche de granite qu'il affectionne tant. Outre quelques voies dans le niveau 8, il s'offre le 3 août la première ascension de Iron Curtain, 9b et deuxième voie enchainée la plus dure de Norvège après Change. Il récidive quelques jours plus tard avec Move, 9b également, qu'il a lui-même ouverte. Cette voie est selon lui très dure et pourrait se révéler 9b+.
Le 28 octobre, dans le Jura franconien, Adam Ondra marque encore les esprits avec une belle journée dans laquelle il réalise trois voies dans le 9a : The Elder Statesman, The House of Shock et Sever the Wicked Hand, toutes les trois lors du deuxième essai. Il conclut cette journée avec un 8c : Wut zum Leben, "to finish off the day", comme il l'indique sur sa fiche 8a.nu.
En novembre, il retourne à la compétition en participant à une étape de la coupe du monde d'escalade, à Valence en France. Pour sa seule participation de l'année, il remporte l'épreuve de difficulté.
Puis le 4 décembre, il réalise enfin dans le froid et la collante, l'ascension de Vasil Vasil, qu'il avait équipée cinq ans auparavant chez lui à Sloup, en République tchèque. Une voie très courte et très dure, qu'il cote à 9b+ du fait d'un passage bloc qu'il estime à 8B+. Il déclarera que c'est une voie qu'il n'estime pas très intéressante mais qu'il avait à cœur d'enchaîner.

### 2014 - 2018

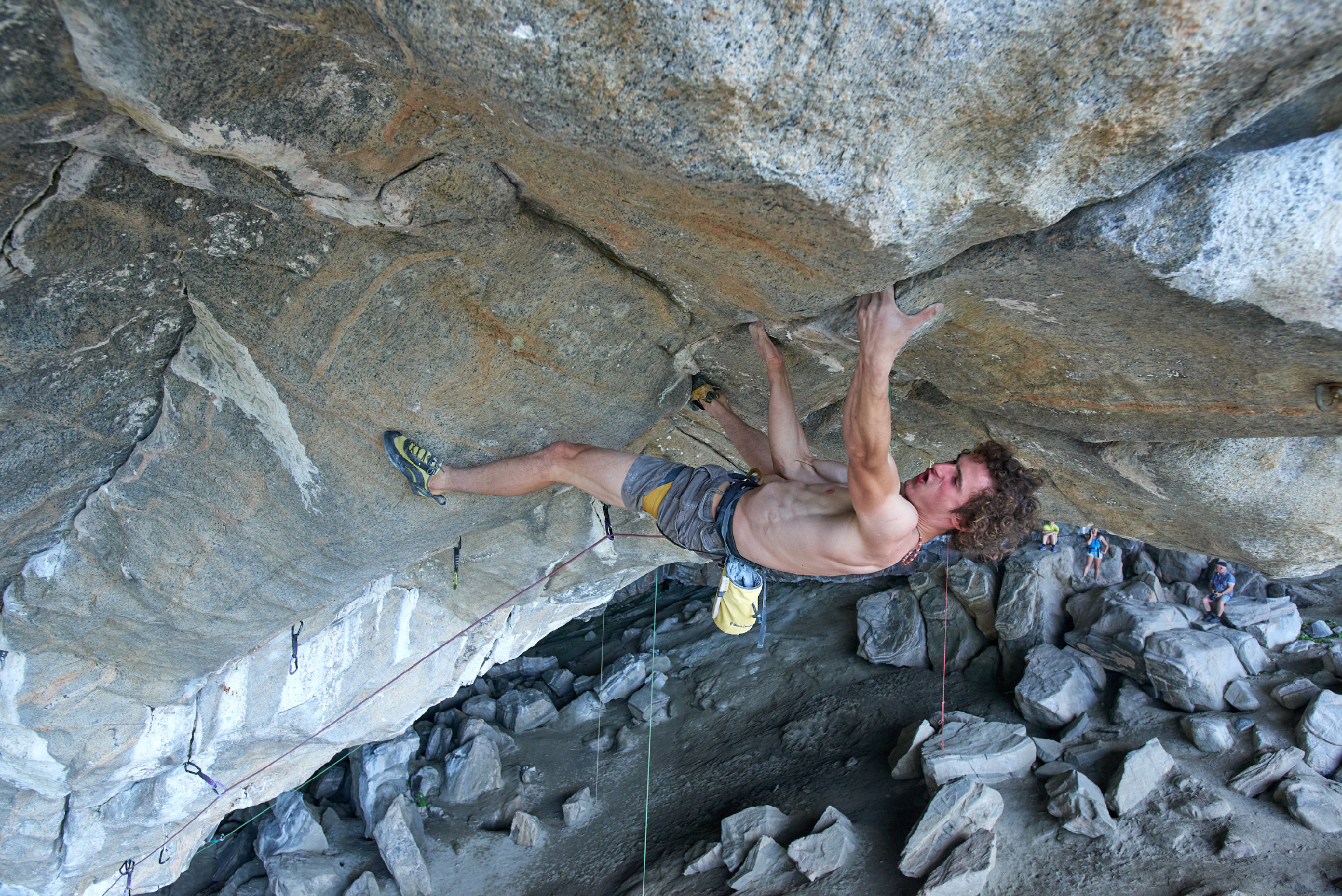
Ondra travaillant la voie Silence, 2017

En août 2014, il participe aux championnats du monde de bloc à Munich (Allemagne) et finit à la première place devant Jernez Kruder et Jan Hojer. Trois semaines plus tard il remporte le championnat du monde de difficulté.
Aux championnats de 2016, il termine à la 1re place en difficulté et la 2e place en bloc. En octobre 
2016, il réalise son onzième 9b avec Robin Ud (Slovaquie), enchaîné après seulement quatre jours de travail.
En novembre 2016, Ondra enchaîne en libre le Dawn Wall au Yosémite (première répétition), une grande voie de 32 longueurs, travaillée en moins d'une semaine.
Ondra remporte le "duel" lors du Arco Rock Master 2017.
Le 3 septembre 2017, en falaise, Adam Ondra enchaine la voie Silence sur laquelle il travaille depuis 2012. Cette voie est considérée comme probablement la plus difficile au monde, avec la première cotation 9c proposée.
Après avoir essayé plusieurs (sur Biographie (escalade) et Seleccion Anal) fois de grimper le premier 9a+ flash de l'histoire, Adam Ondra réussit le 2 octobre 2018 à grimper Super Crakinette 9a+ (St Leger, France) lors de son premier essai. Cette performance reste encore inégalée  (en 2023). Quelques jours après il libère Eagle-4 9b  également à St-Léger. Pendant l'été, c'est lors d'un voyage au Canada qu'il libère sa deuxième 9b de l'année : Disbelief.
Enfin, en septembre 2018, Adam Ondra participe aux championnats du monde d'escalade de 2018, où il termine 2ème en difficulté et dans l'épreuve de combiné au format des Jeux olympiques de Tokyo 2020.

### 2019-septembre 2021: préparation et participation aux JO de Tokyo
Il est prévu que l'escalade fasse sa première apparition aux Jeux Olympiques à Tokyo en 2020. Pour se préparer à sa participation Adam Ondra va à partir de 2019 se concentrer plus sur l'escalade en compétition. Sur la saison 2019, il participe à 11 étapes de coupes du monde. Il remporte 3 étapes en difficulté et le classement général. En bloc, il remporte 1 étape et termine 2e au classement général. Enfin, bien qu'il ne soit pas fort en vitesse, en raison de la présence de l'épreuve de vitesse dans le format olympiques de Tokyo, il participe à 2 étapes de vitesse où il termine 50e et 63e.
Aux championnats du monde d'escalade de 2019, il remporte le titre en difficulté et termine 6e en bloc. Enfin, il se qualifie pour les jeux en terminant 2e du combiné aux qualificatifs de Toulouse.
En 2020, à cause de la pandémie de Covid-19, les jeux sont repoussés et une seule étape de coupe du monde est organisée en difficulté, épreuve qu'Ondra remporte.
En 2021, il commence sa saison en remportant coup sur coup les deux premières étapes de coupe du monde en bloc.
Il se présente comme un des grands favoris pour remporter le titre à Tokyo. Finalement, il ne termine que 6e.

## Style de grimpe

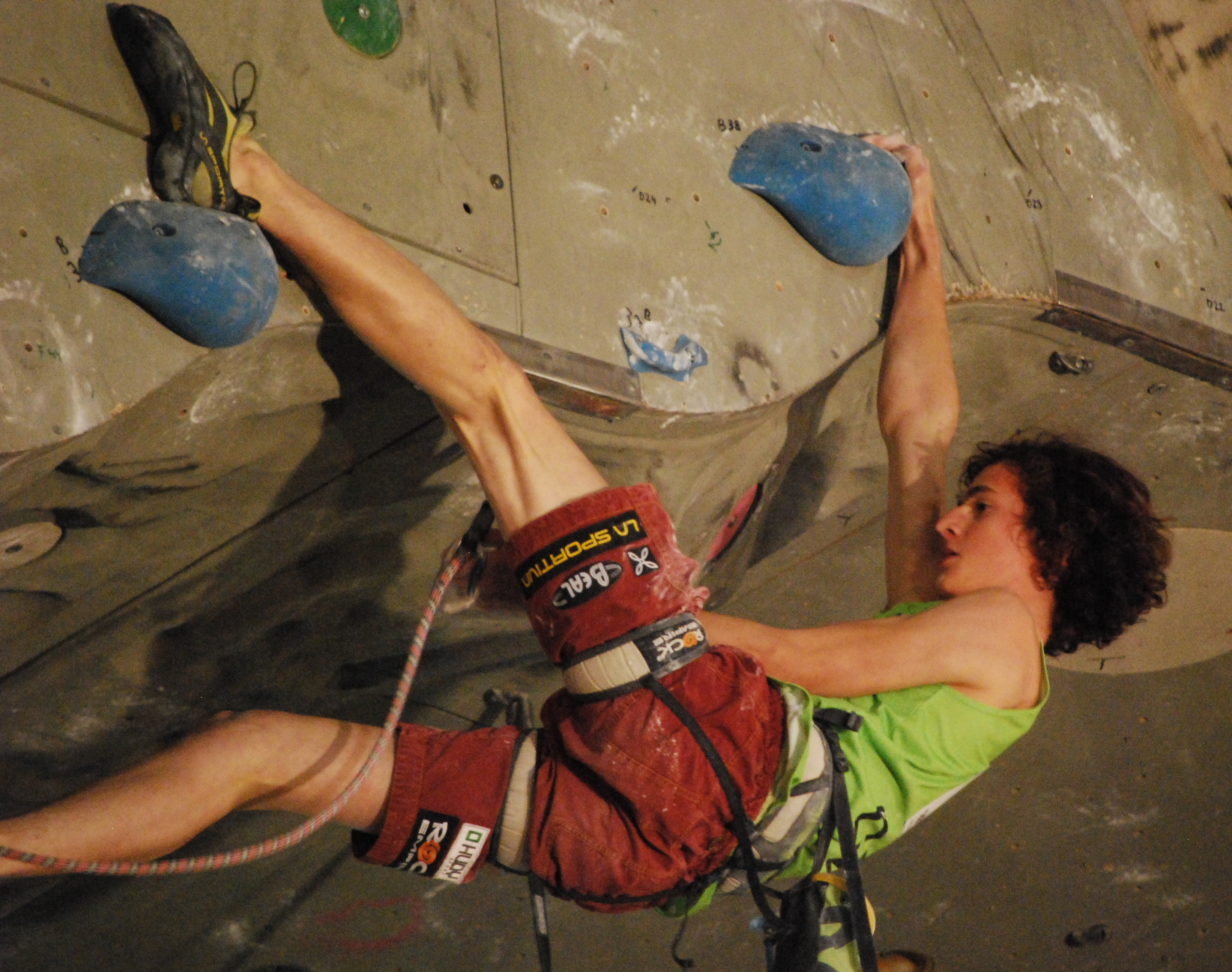
Adam Ondra durant la coupe du monde d'escalade à Imst, Autriche (2009).

Adam Ondra est un grimpeur très polyvalent et pratique tous les styles d'escalade. Il réalise des voies dans de nombreux pays du monde et sur tous les types de roches, y compris de la grande voie. Selon le site 8a.nu, « que ce soit en Espagne, au Jura franconien, dans les gorges du Loup, à Mišja Peč ou au Rätikon (grandes voies)..., cet apprenti sorcier de la « caillasse » démontre une fois de plus son talent pour enchaîner avec une facilité stupéfiante les voies les plus dures du monde et dans des styles forts différents. » De plus, bien qu'il se considère comme un grimpeur ayant peu de force, il pratique aussi l'escalade de bloc. Il essaie de faire un maximum de voies difficiles afin de connaître au mieux ce que sera le prochain niveau d'escalade.
Il est aussi actif dans les compétitions d'escalade au niveau international. Il participe régulièrement aux championnats et à la coupe du monde d'escalade, ainsi qu'aux championnats d'Europe d'escalade, dans les disciplines de la difficulté et du bloc.
Adam Ondra essaie de garder une certaine éthique concernant la pratique de l'escalade. Il est d'ailleurs contre le taillage de nouvelles prises dans une voie et contre la pratique qui consiste à passer la corde au préalable dans la deuxième, voire la troisième dégaine, car cela facilite l'ascension.

## Notoriété
Depuis ses premières réalisations dans le huitième et neuvième degré, Adam Ondra est unanimement reconnu par les meilleurs grimpeurs professionnels. Dani Andrada pense que « ce jeune mutant semble tout simplement venu d'une autre planète ! ». Lors d'une interview de Steve McClure à propos des répétitions d'Ondra au Royaume-Uni, McClure dit qu'« Adam est un niveau au-dessus du sommet de l'arbre, et deux niveaux au-dessus des héros en général ! Il est donc un niveau au-dessus de Sharma/Patxi/Ramon etc. et deux au-dessus de toutes les autres stars. Il est dans sa propre catégorie sur le rocher. » John Dunne, un des meilleurs grimpeurs britanniques, dit qu'« Adam Ondra est clairement hors catégorie et Total Eclipse (8c+/9a) n'est qu'une promenade pour lui, mais une chose est sûre – il a ouvert la voie aux autres grimpeurs britanniques de haut niveau. » Quant à Daniel Woods, il pense qu'« Adam Ondra est un monstre, et il est le prochain niveau. […] il est l'une de mes plus grandes inspirations en escalade. »
Cependant, Adam Ondra reste très humble vis-à-vis de cette reconnaissance et considère plusieurs grimpeurs comme étant meilleurs que lui. Dans une interview donnée en 2009, Adam Ondra déclarait : « Chris est peut-être le plus fort grimpeur du moment mais c'est sans compter avec Ramon et sur Patxi. »

## Ascensions remarquables

### En falaise
Fin juillet 2014, à l'âge de 21 ans, Adam Ondra a déjà réalisé 99 voies dans le neuvième degré dont 37 premières ascensions. Il a réalisé 67 voies cotées 9a dont notamment l'ascension de Cabane au Canada à vue,, 20 cotées 9a+ et 9 cotées 9b dont quatre entre février et avril 2011, enfin il est l'auteur de trois premières ascensions qu'il cote 9b+ dont La Dura Dura, répétée et confirmée par Chris Sharma et Change, répétée et confirmée par Stefano Ghisolfi.
C'est en particulier dans l'escalade à vue qu'Adam est hors norme. Il a, mi 2014, réalisé 15 voies cotées 8c+ à vue, et trois cotées 9a ce qui constitue un record,. Même s'il était pressenti pour être le premier réalisateur d'un 9a à vue, c'est l'allemand Alexander Megos qui a réussi cette performance. Cependant aucun autre grimpeur n'a réussi davantage qu'une voie d'un niveau 8c+ ou plus à vue.

#### Ascensions après travail
| Nom     | Site                | Date             | Commentaires                                                    |
| ------- | ------------------- | ---------------- | --------------------------------------------------------------- |
| Silence | Flatanger , Norvège | 3 septembre 2017 | Premier 9c au monde. Aussi connue sous le nom de Project Hard,. |

| Nom          | Site                       | Date             | Commentaires       |
| ------------ | -------------------------- | ---------------- | ------------------ |
| Vasil Vasil  | Sloup , République tchèque | 4 décembre 2013  | Première ascension |
| La Dura Dura | Oliana , Espagne           | 7 février 2013   | Première ascension |
| Change       | Flatanger , Norvège        | 4 octobre 2012   | Première ascension |
| Zvěřinec     | Moravian Karst, Tchéquie   | 20 novembre 2022 | Première ascension |

| Nom                      | Site                              | Date             | Commentaires |
| ------------------------ | --------------------------------- | ---------------- | --- |
| The Lonely Mountain      | Arco, Italie                      | 28 décembre 2021 | [ 110 ] |
| Taurus                   | Moravský kras, République tchèque | 23 décembre 2021 | « Les neuf premiers mouvements constituent certainement un bloc en 8C+ et si je considère ce passage comme un bloc, alors c’est probablement celui qui m’a pris le plus de temps à réaliser. » |
| Erebor                   | Arco, Italie                      | 9 novembre 2021  | [ 112 ] |
| Neanderthal              | Santa Linya, Espagne              | 12 février 2019  | [ 107 ] |
| Disbelief                | Acephale, Canada                  | 20 juillet 2018  | Première ascension |
| Eagle-4                  | Saint-Léger-du-Ventoux, France    | 13 novembre 2017 | Première ascension |
| One Slap                 | Arco, Italie                      | 13 novembre 2017 | Première ascension |
| Move Hard                | Flatanger, Norvège                | 10 juillet 2017  | Première ascension |
| Lapsus                   | Andonno, Italie                   | 20 avril 2017    | - |
| Queen Line               | Arco, Italie                      | 18 avril 2017    | Première ascension |
| Mamichula                | Oliana, Espagne                   | 8 février 2017   | Première ascension |
| Robin Úd                 | Alternatívna stena, Slovaquie     | 5 octobre 2016   | Première ascension |
| Stoking the Fire         | Santa Linya, Espagne              | 19 février 2016  | - |
| C.R.S.                   | Mollans, France                   | 2 novembre 2015  | Première ascension |
| First round first minute | Margalef, Espagne                 | 3 février 2014   | Deuxième ascension |
| Move                     | Flatanger, Norvège                | 20 août 2013     | Première ascension. Coté 9b/+ difficile par Adam, cette voie pourrait être un 9b+. |
| Iron Curtain             | Flatanger, Norvège                | 3 août 2013      | Première ascension |
| Fight or Flight          | Oliana, Espagne                   | 13 février 2013  | De nouveau une première répétition d'une voie ouverte par Chris Sharma qui devient de ce fait le deuxième 9b confirmé après Golpe de Estado                                                    |
| La planta de Shiva       | Villanueva del Rosario, Espagne   | 22 avril 2011    | Première ascension, |
| Chilam Balam             | Villanueva del Rosario, Espagne   | 13 avril 2011    | Cotée initialement 9b+ par Bernabé Fernandez, Adam Ondra la cote 9b/5.15b, |
| Chaxi Raxi               | Oliana, Espagne                   | 27 mars 2011     | Première ascension, |
| La Capella               | Siurana, Espagne                  | 16 février 2011  | Première ascension |
| Golpe de Estado          | Siurana, Espagne                  | 13 mars 2010     | Première répétition et confirmation d'une voie cotée 9b/5.15b,, la première ascension a été réalisée par Chris Sharma en 2008                                                                  |

#### Ascensions à vue
Pour toutes les ascensions à vue en 8c / 8c+ / 9a, les informations proviennent de la feuille de réalisations en voie de Adam Ondra sur le site de 8a.nu. Les ascensions à vue en 8c ne sont pas recensées après 2014 car elles sont devenues trop fréquentes pour être remarquables.
| Nom                 | Site                                    | Date             | Commentaires |
| ------------------- | --------------------------------------- | ---------------- | --- |
| Water world         | Osp/Misja Pec, Pajkova streha, Slovénie | 26 novembre 2022 | [ 135 ] |
| TCT                 | Gravere, Italie                         | 11 juillet 2014  | - |
| Il Domani           | Baltzola, Espagne                       | 4 mai 2014       | - |
| La cabane au canada | Rawyl, Suisse                           | 8 juillet 2013   | Deuxième 9a réalisé à vue après Estado Critico à Siurana par Alexander Megos. Cette fois, Adam confirme la cotation 9a et ne propose pas la décote à 8c+ |

| Nom                          | Site                            | Date              | Commentaires                                                                                       |
| ---------------------------- | ------------------------------- | ----------------- | -------------------------------------------------------------------------------------------------- |
| Blut und Honig               | Höllental, Autriche             | 1 octobre 2019    | -                                                                                                  |
| Just Do It                   | Smith Rocks, États-Unis         | 10 novembre 2018  | -                                                                                                  |
| First Flight                 | Acephale, Canada                | 5 juillet 2018    | -                                                                                                  |
| C'est la vie                 | Alternatívna stena, Slovaquie   | 5 octobre 2016    | -                                                                                                  |
| Barracuda                    | Kaitersberg, Allemagne          | 22 juillet 2016   | -                                                                                                  |
| Gimmel Express               | Gimmelwald, Suisse              | 20 juillet 2016   | -                                                                                                  |
| Super plafond                | Volx, France                    | 6 juillet 2014    | -                                                                                                  |
| Chambao                      | Baltzola, Espagne               | 7 mai 2013        | -                                                                                                  |
| The Golden Ticket            | Red River Gorge, États-Unis     | 1er novembre 2012 | 9a lors de l'ascension qui a lieu le même jour que Pure Imagination. Adam propose de décoter à 8c+ |
| Pure Imagination             | Red River Gorge, États-Unis     | 1er novembre 2012 | 9a jusqu'alors, Adam propose de décoter à 8c+                                                      |
| Muy verdes                   | Flatanger, Norvège              | 11 juillet 2012   | -                                                                                                  |
| Odin's Eye                   | Flatanger, Norvège              | 8 juillet 2012    | -                                                                                                  |
| Deltaplane Man Direct        | Entraygues, France              | 31 mai 2012       | -                                                                                                  |
| Bella Regis                  | Toit de Sarre, Italie           | 7 avril 2012      | Seconde réalisation de la voie après son ouverture en octobre 2011                                 |
| L'Avaro                      | Toit de Sarre, Italie           | 14 juillet 2011   | Première voie cotée 8c+ réalisée à vue en Italie                                                   |
| La Rubia                     | Villanueva del Rosario, Espagne | 23 avril 2011     | [ 30 ]                                                                                             |
| Blanquita                    | Oliana, Espagne                 | 27 mars 2011      | [ 29 ]                                                                                             |
| Mind Control                 | Oliana, Espagne                 | 20 mars 2011      | ,                                                                                                  |
| Powerade                     | Vadiello, Espagne               | 9 mars 2011       | [ 29 ]                                                                                             |
| Bizi Euskaraz                | Etxauri, Espagne                | 8 mars 2011       | La seule voie de cette difficulté ayant été enchaînée à vue par un autre grimpeur                  |
| Kidetasunaren Balio Erantsia | Etxauri, Espagne                | 7 mars 2011       | [ 29 ]                                                                                             |

### En bloc
Adam Ondra a déjà enchaîné 235 blocs dans le huitième degré dont 64 premières ascensions. Il a réalisé 2 blocs dans le 8C+, 6 dans le 8C, 23 dans le 8B+ et 43 dans le 8B. Il a notamment fait l'ascension de Big Paw et From the Dirt Grows the Flowers, deux blocs cotés 8C à Chironico en Suisse, de Monkey Wedding (8C) à Rocklands en Afrique du Sud, de Dreamtime (8B+) à Cresciano en Suisse, dont sa nouvelle version après qu'une des prises a cassé courant 2009, cotée aussi 8B+/V14 et Derailed (8B+/V14) à Rocklands. Lors de ce même séjour à Rocklands en 2009, il a également réalisé en flash dans la même journée deux 8B/V13, The Vice et Armed Response, et deux 8A/V11, Pendragon et Out of Balance.

#### Ascensions réalisées
| Nom          | Site                  | Date           | Commentaires              |
| ------------ | --------------------- | -------------- | ------------------------- |
| Soudain seul | Fontainebleau, France | 9 février 2025 | Bloc réalisé en 5 séances |

| Nom       | Site                         | Date             | Commentaires                                                     |
| --------- | ---------------------------- | ---------------- | ---------------------------------------------------------------- |
| Gioia     | Varazze, Italie              | 6 décembre 2011  | Première répétition de ce bloc ouvert par Christian Core en 2008 |
| Terranova | Holštejn, République tchèque | 14 novembre 2011 | Première ascension                                               |

| Nom                             | Site                                        | Date             | Commentaires |
| ------------------------------- | ------------------------------------------- | ---------------- | --- |
| Cháron                          | Petrohrad, République tchèque               | 15 octobre 2011  | Première ascension |
| Practice of The Wild            | Magic Wood, Suisse                          | 2 octobre 2011   | 3e répétition de ce bloc ouvert par Chris Sharma en 2004                                                                 |
| Pata ledovce                    | Holštejn, Moravský kras, République tchèque | 7 septembre 2011 | Première ascension |
| Monkey Wedding                  | Rocklands, Afrique du Sud                   | 14 août 2011     | 3e répétition de ce bloc ouvert en 2002 par Fred Nicole et coté à l'origine 8B+, Adam Ondra lui donne une cotation de 8C |
| From the Dirt Grows the Flowers | Chironico, Suisse                           | 30 novembre 2010 | Première ascension de ce bloc réalisée en 2005 par Dave Graham, Adam Ondra l'estime entre 8B+ et 8C                      |
| Big Paw                         | Chironico, Suisse                           | 29 novembre 2010 | [ 139 ] |

| Nom                                 | Site                                        | Date              | Commentaires       |
| ----------------------------------- | ------------------------------------------- | ----------------- | ------------------ |
| Jade                                | Rocky Mountain National Park, États-Unis    | 7 juin 2015       | Ascension flash    |
| Simulant                            | Sloup, Stare skaly, République tchèque      | 8 décembre 2013   | Première ascension |
| Mikrolog                            | Sloup, Stare skaly, République tchèque      | 28 novembre 2013  | Première ascension |
| Rámájama                            | Petrohrad, République tchèque               | 20 avril 2013     | Première ascension |
| Hand-jive                           | Gjerndalen, Norvège                         | 31 juillet 2012   | Première ascension |
| Blood Redemption                    | Matre, Norvège                              | 1er juillet 2012  | -                  |
| Gecko assis                         | Forêt de Fontainebleau, France              | 11 décembre 2011  | Ascension flash    |
| Kheops assis                        | Forêt de Fontainebleau, France              | 10 décembre 2011  | [ 62 ]             |
| Underground                         | Petrohrad, République tchèque               | 15 octobre 2011   | Première ascension |
| Remembrance Of Things Past          | Magic Wood, Suisse                          | 2 octobre 2011    | [ 51 ]             |
| Dark Matter                         | Magic Wood, Suisse                          | 2 octobre 2011    | [ 51 ]             |
| Golden Shadow                       | Rocklands, Afrique du Sud                   | 24 août 2011      | [ 46 ]             |
| Amandla                             | Rocklands, Afrique du Sud                   | 11 août 2011      | [ 45 ]             |
| Prsty v ohni                        | Petrohrad, République tchèque               | 22 janvier 2011   | [ 141 ]            |
| Riverside                           | Magic Wood, Suisse                          | 6 juin 2010       | Première ascension |
| Unendliche Geschichte               | Magic Wood, Suisse                          | 4 juin 2010       | [ 142 ]            |
| From Shallow Waters to the Riverbed | Magic Wood, Suisse                          | 4 juin 2010       | [ 142 ]            |
| Stix SD                             | Petrohrad, République tchèque               | 24 avril 2010     | Première ascension |
| Dreamtime reclimbed                 | Cresciano, Suisse                           | 21 décembre 2009  | [ 144 ]            |
| The Dagger                          | Cresciano, Suisse                           | 18 décembre 2009  | [ 144 ]            |
| Barevný svět                        | Petrohrad, République tchèque               | 12 décembre 2009  | [ 145 ]            |
| Sedni si na kost                    | Holštejn, Moravský kras, République tchèque | 16 septembre 2009 | -                  |
| Derailed                            | Rocklands, Afrique du Sud                   | 1er août 2009     | [ 22 ]             |
| Dreamtime                           | Cresciano, Suisse                           | 23 mars 2008      | [ 146 ]            |

### En grandes voies
Adam Ondra a réalisé plusieurs longues voies dont Sreca Vrtnice à Mišja Peč en Slovénie, et Blomu et Santa Linya à Santa Linya en Espagne. Il a fait la première ascension complète de WoGü (8c) au Rätikon en Suisse, une longue voie très réputée ouverte en 1997 par Beat Kammerlander qui l'a nommée ainsi en l'honneur de Wolfgang Güllich, et la première ascension à vue de Hotel Supramonte (8b+) dans les Gorges de Gorropu en Sardaigne.
En 2010, il a fait la première ascension intégrale en une journée de Tough Enough située à Madagascar, ainsi que sa variante. Il a aussi réalisé la première ascension en une journée de Mora Mora à Madagascar,.
En novembre 2016, Adam Ondra enchaîne en 8 jours seulement les 32 longueurs de la voie The Dawn Wall, libérée par Tommy Caldwell et Kevin Jorgeson, après 19 jours sur la paroi et 7 ans de travail, en janvier 2015. Cette grande voie est considérée comme la plus dure du monde.

### En escalade traditionnelle
En 2025, Adam Ondra établit un nouveau record en escalade traditionnelle, en réussissant à flasher la voie « Lexicon » cotée E11 / 7a, à Pavey Ark, dans le Lake District au Royaume-Uni.

## Palmarès
| Année | Lieu                       | Compétitions                    | Médaille                    |
| ----- | -------------------------- | ------------------------------- | --------------------------- |
| 2007  | Ibarra, Équateur           | Championnat du monde d'escalade | Médaille d'or en difficulté |
| 2007  | Veliko Tarnovo, Bulgarie   | Championnat d'Europe d'escalade | Médaille d'or en difficulté |
| 2007  | Varsovie, Pologne          | Championnat d'Europe d'escalade | Médaille d'or en difficulté |
| 2007  | Linz, Autriche             | Championnat d'Europe d'escalade | Médaille d'or en difficulté |
| 2007  | Kranj, Slovénie            | Championnat d'Europe d'escalade | Médaille d'or en difficulté |
| 2008  | Sydney, Australie          | Championnat du monde d'escalade | Médaille d'or en difficulté |
| 2008  | Prague, République tchèque | Championnat d'Europe d'escalade | Médaille d'or en difficulté |
| 2008  | Wuppertal, Allemagne       | Championnat d'Europe d'escalade | Médaille d'or en difficulté |
| 2008  | Imst, Autriche             | Championnat d'Europe d'escalade | Médaille d'or en difficulté |
| 2008  | Annecy, France             | Championnat d'Europe d'escalade | Médaille d'or en difficulté |
| 2008  | Kranj, Slovénie            | Championnat d'Europe d'escalade | Médaille d'or en difficulté |

| Année | Lieu                   | Compétitions                     | Médaille                         |
| ----- | ---------------------- | -------------------------------- | -------------------------------- |
| 2009  | Qinghai, Chine         | Championnats du monde d'escalade | Médaille d'argent en difficulté  |
| 2009  | Hall, Autriche         | Coupe du monde d'escalade        | Médaille de bronze en bloc       |
| 2009  | Barcelone, Espagne     | Coupe du monde d'escalade        | Médaille d'or en difficulté      |
| 2009  | Imst, Autriche         | Coupe du monde d'escalade        | Médaille d'or en difficulté      |
| 2009  | Puurs, Belgique        | Coupe du monde d'escalade        | Médaille d'or en difficulté      |
| 2009  | Kranj, Slovénie        | Coupe du monde d'escalade        | Médaille d'argent en difficulté  |
| 2010  | Greifensee, Suisse     | Coupe du monde d'escalade        | Médaille d'argent en bloc        |
| 2010  | Vienne, Autriche       | Coupe du monde d'escalade        | Médaille d'argent en bloc        |
| 2010  | Moscou, Russie         | Coupe du monde d'escalade        | Médaille d'or en bloc            |
| 2010  | Sheffield, Royaume-Uni | Coupe du monde d'escalade        | Médaille d'or en bloc            |
| 2010  | Xining, Chine          | Coupe du monde d'escalade        | Médaille d'or en difficulté      |
| 2010  | Puurs, Belgique        | Coupe du monde d'escalade        | Médaille de bronze en difficulté |
| 2010  | Kranj, Slovénie        | Coupe du monde d'escalade        | Médaille d'argent en difficulté  |
| 2010  | Innsbruck, Autriche    | Championnats d'Europe d'escalade | Médaille d'argent en bloc        |
| 2010  | Innsbruck, Autriche    | Championnats d'Europe d'escalade | Médaille d'argent en difficulté  |
| 2011  | Arco, Italie           | Championnats du monde d'escalade | Médaille d'argent en bloc        |
| 2011  | Arco, Italie           | Championnats du monde d'escalade | Médaille de bronze en difficulté |
| 2012  | Paris, France          | Championnats du monde d'escalade | Médaille de bronze en difficulté |
| 2013  | Valence, France        | Coupe du monde d'escalade        | Médaille d'or en difficulté      |
| 2013  | Kranj, Slovénie        | Coupe du monde d'escalade        | Médaille d'argent en difficulté  |
| 2014  | Innsbruck, Autriche    | Coupe du monde d'escalade        | Médaille d'argent en bloc        |
| 2014  | Munich, Allemagne      | Championnats du monde d'escalade | Médaille d'or en bloc            |
| 2014  | Gijón, Espagne         | Championnats du monde d'escalade | Médaille d'or en difficulté      |
| 2016  | Paris, France          | Championnats du monde d'escalade | Médaille d'or en difficulté      |
| 2019  | Hachiōji, Japon        | Championnats du monde d'escalade | Médaille d'or en difficulté      |
| 2022  | Munich, Allemagne      | Championnats d'Europe d'escalade | Médaille d'or en difficulté      |
| 2022  | Munich, Allemagne      | Championnats d'Europe d'escalade | Médaille de bronze en bloc       |
| 2022  | Munich, Allemagne      | Championnats d'Europe d'escalade | Médaille d'argent en combiné     |
| 2023  | Prague, Tchéquie       | Coupe du monde d'escalade        | Médaille d'argent en bloc        |

| Année | Lieu               | Compétitions                      | Médaille      |
| ----- | ------------------ | --------------------------------- | ------------- |
| 2008  | Val Masino, Italie | Championnat international de bloc | Médaille d'or |
| 2009  | Val Masino, Italie | Championnat international de bloc | Médaille d'or |
| 2010  | Val Masino, Italie | Championnat international de bloc | Médaille d'or |
| 2011  | Val Masino, Italie | Championnat international de bloc | Médaille d'or |

## Récompenses
Adam Ondra est nommé Athlète du mois par l'Association internationale des Jeux mondiaux (IWGA) en août 2014. Quelques mois plus tard, il est élu Athlète IWGA de l'année 2014.

## Sponsors
Adam Ondra est parrainé par La Sportiva pour ses chaussures, par Béal pour ses cordes et par Black Diamond, Hudy Sports et Montura pour ses habits et son matériel d'escalade.

## Filmographie
- (en) The Fanatic Search : La quête fanatique..., de Work Less Climb More (prod.) et de Laurent  Triay (réal.), 2009, DVD [présentation en ligne]
- (en) Progression, de Big UP Productions (prod.) et de Josh  Lowell (réal.), 1er octobre 2009, DVD [présentation en ligne]
- (en) The Wizard's Apprentice, de Bernartwood (prod.) et de Petr  Pavlicek (réal.), 13 janvier 2012, Numérique [présentation en ligne] : Film documentaire sur le parcours de Adam Ondra de ses débuts de grimpeur à sa première voie cotée 9b, Golpe de Estado.
- (en) Reel Rock Tour 7, de Big UP Productions, novembre 2012, DVD, numérique [présentation en ligne]